# Otto Bühler
Otto Bühler (data urodzenia i śmierci nieznana) – szwajcarski piłkarz, grający na pozycji napastnika.

## Kariera piłkarska
Karierę piłkarską spędził w klubie Grasshopper Club. Wraz z zespołem zdobył w sezonie 1933/34 Puchar Szwajcarii. 
W 1934 Heini Müller, ówczesny selekcjoner reprezentacji Szwajcarii powołał Bühlera na Mistrzostwa Świata. Razem z ekipą osiągnął na włoskim turnieju ćwierćfinał. Na turnieju pełnił rolę zawodnika rezerwowego i nie wystąpił w żadnym ze spotkań.

## Sukcesy
Grashoppers
- Puchar Szwajcarii (1): 1933/34